# Hurrungane

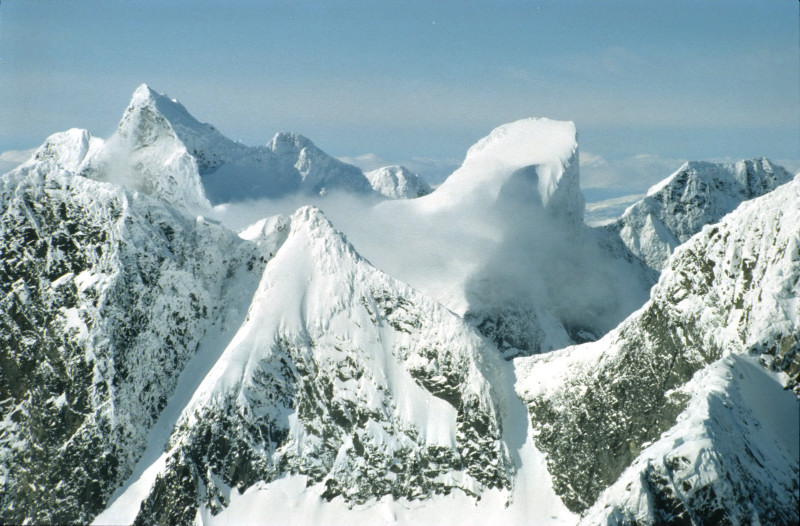
Hurrungane, april 1990. Bilden är tagen från Storen.

Hurrungane (eller Hurrungene, Hurrungadn, Horungane med flera) är ett bergsområde på gränsen mellan Lusters och Årdals kommuner i Vestland fylke i Norge. Området ligger sydväst om Jotunheimen och inkluderar Skagastølstindane, Styggedalstindane, Maradalstindane, Austanbottstindane, Soleibotntindane med flera.
Området har flera av de högsta topparna i Norge och har 23 toppar över 2 000 meter (med en primärfaktor på 30 meter eller mer). Många av topparna kan bara nås med bergsklättring eller vandring på glaciär.
En vanlig utgångspunkt för turer i Hurrungane är Turtagrø, norr om bergen.
De högsta topparna i området är
- Storen (även kallad Store Skagastølstind, en av Skagastølstindane) (2 405 m ö.h.)
- Styggedalstindane, Store (2 387 m ö.h.)
- Jervvasstind (Gjertvasstind) (2 351 m ö.h.)
- Sentraltind (2 348 m ö.h.)
- Vetle Skagastølstind (2 340 m ö.h.)
- Midtre Skagastølstind (2 284 m ö.h.)
- Skagastølsnebbet (2 222 m ö.h.)
- Store Austanbottstind (2 202 m ö.h.)